# 1-Pentin
| 1-Pentin |                                 |
| Az 1-pentin szerkezeti képlete                                                                                  |                                 |
| Az 1-pentin pálcikamodellje                                                                                     |                                 |
| IUPAC-név | Pent-1-in                       |
| Más nevek | Propilacetilén                  |
| Kémiai azonosítók                                                                                               |                                 |
| CAS-szám | 627-19-0                        |
| PubChem | 12309                           |
| ChemSpider | 11806                           |
| EINECS-szám | 210-987-1                       |
| SMILES | C#CCCC                          |
| InChI | 1/C5H8/c1-3-5-4-2/h1H,4-5H2,2H3 |
| InChIKey | IBXNCJKFFQIKKY-UHFFFAOYSA-N     |
| UNII | EW8XD8E5WF                      |
| ChEMBL | 16262                           |
| Kémiai és fizikai tulajdonságok                                                                                 |                                 |
| Kémiai képlet                                                                                                   | C5H8                            |
| Moláris tömeg                                                                                                   | 68,12                           |
| Megjelenés | színtelen, átlátszó folyadék    |
| Sűrűség | 0,691 g/ml                      |
| Olvadáspont | (−106)–(−105) °C                |
| Forráspont | 40,2 °C                         |
| Oldhatóság (vízben)                                                                                             | oldhatatlan                     |
| Veszélyek |                                 |
| Főbb veszélyek                                                                                                  | gyúlékony folyadék              |
| Lobbanáspont | −20 °C                          |
| Ha másként nem jelöljük, az adatok az anyag standardállapotára (100 kPa) és 25 °C-os hőmérsékletre vonatkoznak. |                                 |

Az 1-pentin telítetlen szerves vegyület, terminális alkin. Izomerje a 2-pentin, mely belső alkin.
1,2-dihalogénpentánból, például 1,2-dibrómpentánból kálium-hidroxid/etanol jelenlétében 1-pentin keletkezik. A reakció két lépésben, E2 mechanizmussal játszódik le vinil-halogenid terméken keresztül.

## Fordítás
- Ez a szócikk részben vagy egészben  a(z)   1-Pentyne című angol Wikipédia-szócikk ezen változatának fordításán alapul.  Az eredeti cikk szerkesztőit annak laptörténete sorolja fel. Ez a jelzés csupán a megfogalmazás eredetét és a szerzői jogokat jelzi, nem szolgál a cikkben szereplő információk forrásmegjelöléseként.
- Ez a szócikk részben vagy egészben  a(z)   1-pentino című spanyol Wikipédia-szócikk ezen változatának fordításán alapul.  Az eredeti cikk szerkesztőit annak laptörténete sorolja fel. Ez a jelzés csupán a megfogalmazás eredetét és a szerzői jogokat jelzi, nem szolgál a cikkben szereplő információk forrásmegjelöléseként.

## Külső hivatkozások
- NIST Chemistry WebBook page for 1-pentyne Archiválva 2020. szeptember 3-i dátummal a Wayback Machine-ben